# Đảo Rều
Đảo Rều hay hòn Rều là nhóm đảo trong vịnh Bái Tử Long, thuộc vùng đất phường Cẩm Sơn thành phố Cẩm Phả tỉnh Quảng Ninh, Việt Nam.
Nhóm có 4 đảo, cách cảng Vũng Đục 20°59′33″B 107°17′47″Đ / 20,992509°B 107,296305°Đ ở phường Cẩm Đông cỡ 1,5 đến 2,5 km hướng đông nam:
- Hòn Rều Đá, là đảo kép gần sát nhau. 20°59′06″B 107°18′42″Đ / 20,984994°B 107,3116°Đ
- Hòn Rều Con, cách hòn Rều Đá cỡ 400 m hướng tây nam.20°58′58″B 107°18′32″Đ / 20,98274°B 107,308768°Đ
- Hòn Rều Đất, cách hòn Rều Đá cỡ 700 m hướng đông nam.

Hòn Rều Đất rộng 13 ha. Trước kia nơi này là đảo hoang, đến năm 1962 được Bộ Y tế thành lập trại nuôi khỉ để nghiên cứu và sản xuất các loại văcxin phòng bại liệt, viêm gan A, thuốc phòng H5N1... Vì thế nhiều người gọi Hòn Rều Đất là đảo Khỉ.
Hiện nay trên đảo Khỉ có nuôi hơn 1.000 con khỉ, là giống khỉ lông vàng đuôi ngắn, có tên khoa học là Macaca Mulallata. Mỗi năm chúng cho ra đời khoảng 150 khỉ con.
Tháng 10 năm 2018, đảo Rều có lưới điện quốc gia. Việc đưa điện lưới ra đảo Rều nhằm nuôi dưỡng đàn khỉ tốt hơn, phục vụ cho công tác nghiên cứu y học, sản xuất văcxin.